# Рожин, Александр Иванович
Алекса́ндр Ива́нович Ро́жин (род. 31 октября 1946 года, Москва, РСФСР, СССР) — советский и российский искусствовед, академик Российской академии художеств (2007), заслуженный работник культуры Российской Федерации (2011).

## Биография
Родился 31 октября 1946 года в Москве.
С 1964 по 1966, с 1970 по 1972 годы работал научным сотрудником в Центральном выставочном зале (Манеж).
С 1966 по 1969 годы — консультант по научной работе Московского отделения Союза художников РСФСР.
С 1969 по 1970 годы — редактор Главной редакции литературно-драматических передач Центрального телевидения.
В 1971 году окончил отделение истории искусства исторического факультета МГУ (научный руководитель М. Н. Яблонская).
С 1972 по 1980 годы — редактор, затем заведующий отделом издательства «Искусство».
С 1981 по 1988 годы — учёный секретарь Правления Союза художников СССР.
Главный редактор журнала «Творчество», с 2003 года — главный редактор журнала «Третьяковская галерея».
С 2006 по 2014 годы — проректор по научной работе МГАХИ имени В. И. Сурикова.
В 2007 году избран академиком Российской академии художеств по Отделению искусствознания и художественной критики, с 2007 года — член Президиума РАХ.

## Творческая деятельность
Автор более 250 публикаций в отечественных и зарубежных изданиях.
Основные труды:
- первая в России монография о творчестве Сальвадора Дали «Сальвадор Дали: миф и реальность» (1992);
- монография о творчестве Таира Салахова (в трёх томах) (2009);
- монографии, монографические альбомы и каталоги о художниках: Индулисе Зарине (1980 г.), Олеге Вуколове (1980 г.), Мироне Лукьянове (1981 г.), Иулиане Рукавишникове, Сергее Оссовском, Викторе Глухове, Александре Рукавишникове, Юрии Королеве, Андрее Ковальчуке, зарубежных мастерах Гюнтере Юкере, Максе Бекмане, Фрэнсисе Бэконе, Роберте Раушенберге, Эдварде Хоппере и др., а также статьи о художниках Ленинграда и Москвы в 9-ти томном издании СХ РФ.

## Награды
- Орден «Знак Почёта» (1986)
- Заслуженный работник культуры Российской Федерации (2011)
- Медаль «В память 850-летия Москвы» (1997)
- Медаль «За укрепление боевого содружества» (1986)
- Лауреат премии имени А. А. Пластова
- Пушкинская медаль «Ревнителю просвещения» (Академия Российской словесности)